# Picchiarello esce con la sua bella
Picchiarello esce con la sua bella (Real Gone Woody) è un cortometraggio animato del 1954 diretto da Walter Lantz, con protagonisti Picchiarello (Woody Woodpecker), il suo secondo antagonista, l'avvoltoio Buzz Buzzard e per la prima volta, Winnie Woodpecker, la fidanzata di Picchiarello.

## Trama
È sera e Picchiarello telefona alla sua nuova fidanzata Winnie, per uscire con lui ad un locale chiamato il Sock Hop, Picchiarello va da Winnie, ma ecco arrivare Buzz, il suo rivale, che lo semina, l'avvoltoio arriva a casa di Winnie, ma Picchiarello lo raggiunge.
Il picchio e l'avvoltoio si scontrano furiosamente, ma Winnie li ferma e dice a loro che non uscirà con nessuno di loro due, Picchiarello vorrebbe accompagnarla, ma Buzz dice che andrà al Sock Hop con lui, e Winnie disse che ci andranno tutti e tre, ma poi, Picchiarello stende Buzz e si portò Winnie nella sua macchina.
I due picchi arrivano al Sock Hop, Winnie sente cantare un cantante bellissimo e le piacque molto, Picchiarello è geloso, ma poi i due piccoli picchi ballano insieme a gli altri, ma ecco arrivare Buzz, che si scontra con Picchiarello, ed il picchio venne sconfitto dall'avvoltoio.
Poi Buzz portò con sé la picchietta Winnie ad un ristorante, e Picchiarello vestito da cameriera sexy si avvicinò alla loro macchina, Buzz chiede una soda per Winnie e una banana split per lui, e Picchiarello da una banana split falsa esplosiva.
I due uccelli continuano a lottare per avere sia l'uno che l'altro, la picchietta Winnie, ma quest'ultima se ne va con il cantante del Sock Hop, che la compagna a casa, lasciando Picchiarello e Buzz piangendo, sapendo di essere stati entrambi sconfitti.